# Велико Ширє
Велико Ширє (словен. Veliko Širje) — поселення в общині Лашко, Савинський регіон, Словенія. Висота над рівнем моря: 364,7 м. 